# Emeryville
Emeryville es una ciudad ubicada en el condado de Alameda en el estado estadounidense de California. Según las estimaciones de 2020, tenía una población de 12 905 habitantes y una densidad poblacional de 2 200 personas por km². Su proximidad a San Francisco, el Puente de la Bahía, la Universidad de California en Berkeley y Silicon Valley ha sido un catalizador para el crecimiento económico reciente.
En la ciudad se encuentran las sedes de Pixar Animation Studios, Peet's Coffee, el Centro de Periodismo de Investigación, Alternative Tentacles y Clif Bar. Además, varias empresas de tecnología y software conocidas se encuentran en Emeryville: LeapFrog, Sendmail, MobiTV, Novartis (conocida como Chiron hasta abril de 2006) y BigFix (ahora HCL). Debido a su posición como centro de empleo regional, muchas personas se trasladan en días laborables hasta Emeryville para ir a trabajar.
Emeryville tiene algunas características de una ciudad periférica; sin embargo, está ubicada dentro del núcleo urbano interior de Oakland/la gran East Bay. Se industrializó antes de la Primera Guerra Mundial.

## Historia
Antes de la colonización de la zona por parte de España en 1776, esta zona fue durante mucho tiempo el sitio de asentamientos indígenas. Los nativos americanos ohlone se encontraron con los españoles y, posteriormente, con los colonizadores europeos. Prosperaron gracias a los ricos recursos de la ubicación junto a la bahía: recolectaban almejas de las marismas, ostras de las zonas rocosas, pescaban y cazaban una variedad de animales. Además, las mujeres recolectaban bellotas de los robles locales, raíces y frutas. Los Ohlone descartaban las conchas de almejas y ostras en un solo lugar, creando con el tiempo un enorme montículo, ahora conocido como Emeryville Shellmound.
La ciudad de Emeryville se constituyó el 2 de diciembre de 1896. Recibió su nombre de Joseph Stickney Emery, quien llegó durante la fiebre del oro de California y adquirió grandes extensiones de tierra en lo que se conoció como "Emery's". En 1884, Emery fue presidente de un ferrocarril de vía estrecha llamado California and Nevada Railroad. El ferrocarril originalmente estaba destinado a extenderse desde Oakland, a través de Emery's (en ese momento, un asentamiento no incorporado a lo largo de la costa de la bahía) y al este a través de Sierra Nevada hasta la ciudad minera de oro de Bodie, California. Desde Bodie, el ferrocarril se extendería al este a través de Nevada hasta una conexión con el Ferrocarril del Oeste de Denver y Río Grande. A pesar de estos objetivos, el ferrocarril solo se completó desde Oakland hasta Orinda. Su derecho de paso se vendió al Ferrocarril Santa Fe. Santa Fe construyó un patio ferroviario y un depósito de pasajeros debajo de San Pablo entre la calle 41 y la avenida Yerba Buena. Aunque estaba ubicado en Emeryville, cuando el depósito abrió en 1902, se llamó "Oakland" en honor a la comunidad más grande.
A finales del siglo XIX, la ciudad construyó un gran parque alrededor del túmulo de conchas, que incluía dos pabellones de baile, uno de los cuales se construyó sobre el túmulo de conchas. El Oakland Trotting Park, para carreras de caballos Standardbred, se construyó cerca, en la intersección de la línea Berkeley Branch con la línea principal del Southern Pacific. El antiguo Emeryville Arena fue demolido en febrero de 1920 para dar paso a una nueva idea de un nuevo lugar para revivir el deporte de las carreras de perros, pero utilizando lo que el Oakland Tribune describió como un "conejo automático".
El 29 de mayo de 1920, se inauguró en Emeryville la primera pista de carreras de galgos que empleaba un señuelo mecánico en lugar de un conejo vivo.
A principios del siglo XX, Emeryville era tan conocida por sus casas de juego y burdeles como por su floreciente sector industrial. Earl Warren, entonces fiscal de distrito del condado de Alameda, más tarde gobernador de California y presidente de la Corte Suprema de los Estados Unidos, la describió como "la ciudad más podrida de la costa del Pacífico". Durante la Prohibición y la Gran Depresión, Emeryville fue un sitio de numerosos bares clandestinos, hipódromos y burdeles; se hizo conocida como un centro de luz roja un tanto anárquico. El popular restaurante local de hoy, The Townhouse, funcionó como un bar clandestino durante la Prohibición. El Oaks Room Card Club funciona hoy como un establecimiento de juego legal en San Pablo Avenue.
A finales de los años 60, las industrias empezaron a alejarse de Emeryville. Con la pérdida de puestos de trabajo, la ciudad decayó. Esto empezó a cambiar a mediados de los años 70, a partir del desarrollo de la sección del puerto deportivo de Emeryville. La fábrica de acero Judson cerró abruptamente en el otoño de 1986, después de más de 100 años de funcionamiento, a raíz de la disminución de las ganancias y las polémicas negociaciones laborales.
En 2001, la ciudad contrató al desarrollador Madison Marquette para construir un nuevo centro comercial, el Bay Street Shopping Center. Se construiría en el sitio de una fábrica de pintura en desuso. Pero este era un sitio histórico de un pueblo Ohlone y un cementerio. Los desarrolladores de Madison Marquette trabajaron con arqueólogos y representantes de la tribu Ohlone para evitar perturbar los restos humanos. La tribu aprobó el entierro de algunos restos en un lugar no revelado en el sitio. El centro comercial terminado muestra fotografías del histórico túmulo de conchas, pero no menciona los cementerios. Un representante Ohlone dijo que creían que la información haría que los compradores allí se sintieran incómodos. 

## Geografía
Emeryville se encuentra ubicada en las coordenadas 37°49′53″N 122°17′7″O / 37.83139, -122.28528. Según la Oficina del Censo, la ciudad tiene un área total de 5.0 km² (1.9 sq mi), de la cual 3.2 km² (1.2 sq mi) es tierra y 1.8 km² (0.7 sq mi) (36.79%) es agua.

## Demografía
Según el censo del año 2000, los ingresos medios por hogar en la localidad eran de 45 359 dólares, y los ingresos medios por familia eran 57 063 dólares. Los hombres tenían unos ingresos medios de 49 333 dólares frente a los 39 527 dólares para las mujeres. La renta per cápita para la localidad era de 33 260 dólares. Alrededor del 6.3 % de las familias y del 13.2 % de la población estaban por debajo del umbral de pobreza.

## Política
Según la Secretaría de Estado de California, a fecha de 10 de febrero de 2019, Emeryville tenía 6 654 votantes registrados. De ellos, 4 152 (62,4 %) estaban registrados como demócratas, 306 (4,6 %) como republicanos y 1 914 (28,8 %) se negaron a indicar un partido político.